# Farhad (Nixapur)
Farhad (em persa: فرهاد; romaniz.: Farhād) é uma aldeia do distrito rural de Rivand, situada no distrito central de Nixapur, na região do Coração Razavi, no Irão. A sua população era de 132 habitantes, segundo o censo de 1954, mas actualmente a aldeia encontra-se abandonada.